# Dłutowo
Dłutowo [pronunciación en polaco: /dwuˈtɔvɔ/] es un pueblo ubicado en el distrito administrativo de Gmina Naruszewo, dentro del Condado de Płońsk, Voivodato de Mazovia, en el este de Polonia central. Se encuentra aproximadamente a 6 kilómetros al sureste de Naruszewo, a 16 kilómetros al sur de Płońsk, y a 50 kilómetros al noroeste de Varsovia.